# Гауптман, Мориц
Мориц Га́уптман, Хауптман (нем. Moritz Hauptmann; 13 октября 1792, Дрезден — 3 января 1868, Лейпциг) — немецкий музыковед, композитор и педагог, теоретик музыки.

## Биография
Мориц Гауптман родился в семье архитектора; под руководством отца изучал математику, рисование и древние языки.
Благодаря матери он усвоил французский язык, а также итальянский, бывший в ходу между музыкантами дрезденского двора, среди которых в юности Гауптман и вращался. С восьми лет стал учиться играть на скрипке, затем занимался фортепиано под руководством Франца Лауски.
В 1808 г. под руководством дрезденского придворного капельмейстера Франческо Морлакки занялся контрапунктом и, таким образом, получил всестороннее образование.
В 1811 г. Гауптман поехал ещё в Готу, к знаменитому Людвигу Шпору. Через год вернулся в Дрезден, получил здесь место скрипача в придворной капелле, но вскоре отказался от него и самостоятельно предпринял концертную поездку в Вену и Прагу.
В 1815 г. поступил учителем музыки в дом князя Репнина, в надежде отправиться с его семейством путешествовать по Италии. Однако князь Репнин был назначен губернатором в Малороссию, Гауптман остался в России, в доме Репнина, и жил сначала в Петербурге, затем в Москве и, наконец, в Полтаве (до 1820 года).
О музыкально-общественной деятельности в Полтаве нечего было и думать, и он снова принялся за прерванные научные занятия по математике и естествознанию, зарекомендовал себя в качестве архитектора и землемера. В этот период также занимался сочинением музыки (песни, скрипичные дуэты, опера «Матильда»).
В 1820 году Мориц Гауптман вернулся в Дрезден, через 2 года переселился в Кассель, где его связывала дружба со Шпором и где он получил место скрипача в придворной капелле. Здесь он впервые обратился к педагогической деятельности, и среди его учеников были Фридрих Бургмюллер, Фердинанд Давид и Фредерик Клей. 
С 1842 года Гауптман жил в Лейпциге, где руководил знаменитым хором мальчиков (в  гимназии при церкви св. Фомы), а в 1843 стал профессором композиции в новосозданной Лейпцигской консерватории. К его многочисленным ученикам принадлежали Евгений Альбрехт, Вольдемар Баргиль, Фёдор Бегров, Никодим Бернацкий, Ганс фон Бюлов, Эдвард Григ, Артур Салливен, Йозеф Иоахим, Карл Давыдов, Густав Гофман-Грабен и многие другие.
В 1842—1846 гг. Гауптман редактировал лейпцигскую «Всеобщую музыкальную газету». В 1850 году вместе с Отто Яном и Робертом Шуманом он основал Баховское общество, в дальнейшем он редактировал первые три тома предпринятого обществом издания полного собрания сочинений Иоганна Себастьяна Баха.

## Очерк научной деятельности
Наиболее известен трактат Гауптмана «Природа гармонии и метра» (нем. Die Natur der Harmonik und Metrik), который был опубликован в Лейпциге в 1853 году. В учении о гармонии заложил основы так называемого «дуалистического» понимания мажора и минора, согласно которому минорное трезвучие рассматривается как антипод мажорного, в эстетико-философской терминологии Гауптмана, соответственно, negative Einheit (минор) vs. positive Einheit (мажор). Теория гармонического дуализма был подхвачена и развита крупными немецкими теориками музыки А. фон Эттингеном и Г. Риманом. 

## Очерк творчества
Среди сочинений Гауптмана преобладает церковная музыка: мессы, мотеты и др. 